# Geld oder Liebe
Geld oder Liebe war eine Spielshow mit Jürgen von der Lippe. Vom 28. September 1989 bis zum 9. Juni 2001 gab es 90 Folgen. Die Sendung wurde bis Dezember 1992 immer donnerstags um 21:03 Uhr im Ersten live ausgestrahlt. Ab Februar 1993 bekam die Show den begehrten Sendeplatz am Samstagabend um 20:15 Uhr.

## Ablauf und Konzept
Zu Beginn jeder Sendung kam Jürgen von der Lippe aus einer Drehtür und legte ein oder zwei klatschenden Studiozuschauern seine Hand auf den Kopf. Darauf folgte dann ein kurzer Stand-up-Block, in dem er eingesandte Witze vortrug. Anschließend begrüßte er, auf seinem Sofa, drei weibliche und drei männliche Singles. Jeder Single hatte ein außergewöhnliches Hobby oder einen ungewöhnlichen Beruf, die die Kandidaten des jeweils anderen Geschlechts, im Laufe der Show, mittels Multiple Choice erraten mussten. Bis zum Ende der Sendung wurden die Paarungen dreimal umgruppiert, so dass jeder weibliche Single einmal neben jedem männlichen Single saß.
Als Paar mussten die Kandidaten zusätzlich Spiele absolvieren, damit sich zeigen konnte, welche Dame zu welchem Herrn am besten passte. Ein solches Spiel war zum Beispiel das Kiosk-Spiel: Dabei nahmen die drei Paare nacheinander in einem Kiosk Platz und versuchten, die vom Publikum pantomimisch dargestellten Begriffe, die wiederum oberhalb des Kiosks angezeigt wurden, zu erraten. Die Begriffstafeln wurden über einen Hebel, den Jürgen von der Lippe betätigte, in den Kiosk eingeschoben. Da es dabei oft klemmte, musste ein Mitarbeiter („Oli von der Leiter“ genannt) auf einer Leiter sitzen, um dies zu korrigieren. Später konnte sich in jeder Sendung ein Fernsehzuschauer für den Platz auf einem roten Sessel bewerben, der dann automatisch nach oben fuhr. Für jede Spielrunde gab es einen Geldbetrag, der jedem Kandidaten gutgeschrieben wurde.
Am Schluss forderte der Moderator die Zuschauer zu Hause auf, ihr Lieblingspaar per TED zu bestimmen. Damit die Fernsehzuschauer nicht die falsche Nummer wählten, belohnte Jürgen von der Lippe zwei bis drei Studiozuschauer, die die richtige Nummernkombination aufsagen konnten, mit einem Glas Sekt. Die Singles im Studio entschieden sich, bevor das TED-Ergebnis bekannt gegeben wurde, mit Täfelchen, ob sie das bisher erspielte Geld (Geldsack-Täfelchen) mitnehmen oder sich für die Liebe (Herz-Täfelchen) entscheiden. Wenn nun am Ende eine Single-Dame und ein Single-Herr das Herz-Täfelchen hochhielten und zusätzlich per TED als Lieblingspaar bestimmt wurden, erhielten beide den angesammelten Jackpot, der sich in einem Glastresor befand.

## Musik
Jede Sendung hatte auch einen Musik-Act zu bieten, der traditionell mit einem minutenlangen Monolog von Jürgen von der Lippe anmoderiert wurde. Die Zeit, die er dafür brauchte, war wohl abhängig von der Komplexität der Bühnendekoration, die in dieser Zeit eilig aufgebaut wurde. Besonders Nachwuchskünstler wurden gefördert. So wurden in Deutschland z. B. die Titel von Curtis Stigers (I Wonder Why), Joshua Kadison (Jessie) und The Rembrandts (Just The Way It Is, Baby) jeweils kurz nach ihrer Präsentation in der Fernsehshow zu veritablen Hits. In dem größten Kölner CD-Laden seiner Zeit wurden sogar Regale mit dem sinngemäßen Vermerk „Bekannt aus Geld oder Liebe“ aufgestellt. Jedoch waren auch nationale und internationale Topacts im Showteil zu sehen. Folgend eine kleine Auswahl der Interpreten:
- 07. Nov. 1991: Mariah Carey
- 28. Mai 1992: Marius Müller-Westernhagen
- 17. Sep. 1992: Udo Lindenberg
- 12. Nov. 1992: Peter Maffay
- 03. Apr. 1993: Patricia Kaas
- 09. Okt. 1993: Pet Shop Boys
- 18. Dez. 1993: Bruce Hornsby
- 05. Mär. 1994: Bon Jovi
- 22. Okt. 1994: Sheryl Crow
- 17. Juni 1995: Take That
- 12. Nov. 1995: Roxette
- 25. Feb. 1996: Tina Turner
- 23. Mär. 1996: Status Quo
- 06. Juni 1998: Céline Dion und Bee Gees
- 19. Jan. 2001: Vanessa Amorosi
- 05. Mai 2001: Nelly Furtado und Roxette
- 09. Juni 2001: BAP und Runrig

„Persönlich fand ich Cliff Richard, Harry Belafonte oder Tina Turner ganz toll, ebenso wie Mark Knopfler, Bonnie Raitt und und und. Einige haben sich auch wie Arschlöcher aufgeführt, wie die Eurythmics oder Michael Bolton. Aber das ist ja auch interessant.“

## Gags
Berühmt war auch die rituelle Frage „Hase, wie lang ham’ wa noch?“, mit der von der Lippe sich bei der Aufnahmeleiterin erkundigte, wie viele Minuten er bereits überzogen hatte. Ein weiterer Running Gag wurde der Ausspruch „Paule, sach doch watt“. Die Zuschauer waren aufgefordert, Schnappschüsse zu einem bestimmten Thema einzusenden, die Jürgen von der Lippe in der Sendung präsentierte und humorig kommentierte. Den Spruch „Paule, sach doch watt“ verwendete er jeweils zu einem der eingesendeten Bilder, in jeder Sendung aufs Neue. Ein Klassiker ist das Bild mit einem Huhn und einem Grill-Hähnchen, das von der Lippe mit diesem Spruch erstmals kommentierte.

## Sonstiges
Zu einigen Irritationen kam es sowohl bei Kandidaten als auch Zuschauern und Publikum, als sich eine Kandidatin als Pornodarstellerin herausstellte. Bis zu ihrer Vorstellung schienen die anderen Kandidaten angenehm angetan von ihr zu sein, was bei ihrer Vorstellung jedoch merklich umschlug. Auch bei der TED-Abstimmung konnte die Kandidatin nicht mehr punkten. Es wurde bei ihrer Vorstellung kein Film von ihr bei der Arbeit gezeigt, es handelte sich schließlich um eine Familiensendung.
Bei der letzten Sendung am 9. Juni 2001 konnte wegen eines technischen Problems die TED-Abstimmung nicht beendet werden, sodass das Studiopublikum die Entscheidung über das Gewinnerpaar fällen musste.
Die Sendung vom 28. September 1989 erhielt den „Trostpreis“ der Sauren Gurke des Medienfrauentreffens.
Für die 27. Folge wurden Jürgen von der Lippe und Wendelin Haverkamp 1994 mit dem Adolf-Grimme-Preis ausgezeichnet.
In der 3. Sendung 1989 trat Stefan Pinnow als Kandidat an und wurde hier von der Bavaria Film entdeckt, 1993 Lizzy Aumeier, am 4. März 1995 der damals noch unbekannte Eckart von Hirschhausen und 1996 Edzard Hüneke von den Wise Guys.

## Jubiläum
Anlässlich des 25-jährigen Jubiläums der ersten Sendung, wurde ab 29. Oktober 2014 eine Neuauflage im WDR Fernsehen gesendet, beginnend mit einem 120-minütigen Promi-Special, in dem als Kandidaten Carolin Kebekus, Regina Halmich, Katrin Bauerfeind, Simon Beeck, Klaas Heufer-Umlauf und Bernhard Hoëcker antraten. In drei weiteren Shows an den folgenden Mittwochabenden waren nicht-prominente Singles zu Gast. Die jeweils 90-minütigen „Geld oder Liebe“-Folgen wurden von Simon Beeck, Christine Henning und Lutz van der Horst nacheinander präsentiert.